# Франке, Гейнц
Гейнц Франке (нем. Heinz Franke; 30 ноября 1915, Берлин-Штиглиц — 5 апреля 2003; Сасбах) — немецкий офицер-подводник, капитан-лейтенант (1 апреля 1943 года).

## Биография
10 сентября 1936 года поступил на службу в ВМФ кадетом. 1 мая 1937 года произведен в фенрихи, 1 октября 1938 года — в лейтенанты.

## Вторая мировая война
Совершил в 1939 году 2 военных похода в составе экипажа линейного корабля «Гнейзенау».
В октябре 1940 года переведен в подводный флот и после курса переподготовки назначен 1-м вахтенным офицером U-84. Совершил на ней 3 военных похода.
С 16 января 1942 года командир учебной подлодки U-148, дислоцированной на Балтике.
26 октября 1942 года назначен командиром подлодки U-262, на которой совершил 5 походов (проведя в море в общей сложности 222 суток).
В первом походе потопил норвежский корвет «Монбретия» (водоизмещением 925 тонн).
30 ноября 1943 года награждён Рыцарским крестом Железного креста.
25 января 1944 года сдал командование и был переведен в штаб командующего подводным флотом.
С 15 марта 1945 года командовал подлодкой U-3509 (она была затоплена в порту 3 мая), а с 12 апреля 1945 года — подлодкой U-2502, но в боевых операциях участие уже принять не успел.
Всего за время военных действий Франке потопил 4 корабля и судна общим водоизмещением 13 935 брт.

## Послевоенная служба
В мае 1945 года интернирован союзниками. В ноябре 1945 года освобожден. В 1957 году поступил на службу в ВМФ ФРГ, сотрудник Военного департамента. В марте 1972 года вышел в отставку в звании капитана 2-го ранга.